# Gatot Subiaktoro
Gatot Subiaktoro oder Gatot Subyaktoro (* 17. Oktober 1959 in Blitar, Jawa Timur, Indonesien), kurz Subiakto, war vom 27. Juni 1998 bis Ende September 1999 Polizeichef (Kapolres) des Distrikts Cova Lima im von Indonesien seit 1975 besetzten Osttimor. Zunächst im Range eines Majors, zuletzt eines Oberstleutnants (die Polizei war damals eine Teilgliederung der Streitkräfte Indonesiens), trug er zusammen mit dem Distriktsmilitärchef (Dandim) die Verantwortung für die Sicherheit der Zivilbevölkerung in Cova Lima.
Seitdem Indonesiens Präsident Habibie am 27. Januar 1999 für das Jahr ein Unabhängigkeitsreferendum in Osttimor 1999 angekündigt hatte, attackierten pro-indonesische Milizen, die vom Militär aufgestellt wurden, Unabhängigkeitsbefürworter und bedrohten die Bevölkerung. Es kam zu Morden, Entführungen und Folterungen. Infolge der Gewalt flüchteten 6000 Menschen in die Distrikthauptstadt Suai.
Das Referendum fand am 30. August statt. Am 4. September 1999 wurde um 10 Uhr morgens der Sieg der Unabhängigkeitsbefürworter verkündet. Vier Stunden später begannen Mitglieder der Miliz Laksaur, Polizisten und reguläre Soldaten Häuser in Debos niederzubrennen und wild herumzuschießen. Der Leichnam eines erschossenen Teenagers wurde auf einem Polizeifahrzeug weggebracht. Die Empfangs-, Wahrheits- und Versöhnungskommission von Osttimor (CAVR) registrierte später die Ermordung von mindestens fünf Personen am 4. und 5. September. Einwohner flohen in die Kirche im Zentrum der Stadt Suai, wo bereits hunderte Flüchtlinge campierten. Am Tag darauf schlossen sich Mitglieder der Miliz Mahidi den Milizionären von Laksaur an und begannen die Menschen auf dem Grundstück der Kirche zu bedrohen, indem sie in der Nähe der Kirche Schüsse in die Luft abgaben. Der indonesische Pater Tarcisius Dewanto bat Polizeikommandant Gatot Subiaktoro um Schutz für die Flüchtlinge auf dem Kirchengelände. Subiaktoro versprach dem Priester für Schutz zu sorgen. In der folgenden Nacht bis in den Morgen des 6. Septembers steckten Soldaten des Territorialbattalions und Laksaur-Milizionäre Wohnhäuser und Regierungsgebäude in Suai systematisch in Brand. Hausrat wurde geplündert.
Am 6. September griffen die beiden Milizen, Soldaten und Polizisten die Flüchtlinge in der Kirche an. Während Milizionäre mit Macheten, Messern und Schusswaffen über die Flüchtlinge herfielen, standen reguläre Polizisten, Mitglieder der Mobilen Polizeibrigade (Brimob) und Soldaten am Zaun um das Kirchengelände und schossen auf alle Flüchtlinge, die zu fliehen versuchten. Beim Kirchenmassaker von Suai kamen nach Schätzungen bis zu 200 Menschen ums Leben. Gatot Subiaktoro soll auch an dem Massaker teilgenommen haben.
Gatot Subiaktoro wird auch die Beteiligung an der Deportation der osttimoresischen Bevölkerung nach Westtimor vorgeworfen. Zusammen mit dem Distriktschef (Bupati) Herman Sedyono setzte er einen Polizeiplan zur „Evakuierung“ der Bevölkerung um.
Als Verantwortlicher für die Sicherheit der Bevölkerung in Cova Lima wurde Gatot Subiaktoro am 8. April 2003 vor den von den Vereinten Nationen geführten Special Panels for Serious Crimes in Dili wegen Verbrechen gegen die Menschlichkeit angeklagt, zusammen mit 15 anderen Mitgliedern der indonesischen Armee und Polizei. Weil aber die Angeklagten in Indonesien blieben und nicht vernommen werden konnten, wurde das Verfahren eingestellt.
Auch vor dem Menschengerichtshof in Jakarta für die Verbrechen in Osttimor wurde Gatot Subiaktoro am 20. Februar 2002 angeklagt, aber am 15. August freigesprochen. Das Gericht kam zu der Ansicht, dass es sich bei dem Massaker in Suai um Kämpfe zwischen zwei osttimoresischen Gruppen gehandelt habe, wofür der Polizeichef nicht verantwortlich gewesen sei. Die Anklage hatte zehn Jahre Gefängnis gefordert. Der Freispruch, wie auch die anderen Urteile führten zu heftigen Protesten.